# Luděk Pachman
Luděk Pachman (en alemany: Ludek Pachman), (11 de maig de 1924, Bela pod Bezdězem, avui República Txeca - 6 de març de 2003, Passau, Alemanya) va ser un jugador i escriptor d'escacs, i activista polític txecoslovac, nacionalitzat alemany, que ostentà el títol de Gran Mestre des de 1954. El 1972, després de ser torturat gairebé fins a la mort i empresonat pel règim comunista a Txecoslovàquia, se li va permetre emigrar a l'Alemanya Occidental. Allà hi va viure per la resta de la seva vida, reactivant la seva carrera com a escaquista amb considerable èxit, incloent guanyar el Campionat de la RFA el 1978, i jugar un Torneig Interzonal el 1976.
El seu millor rànquing Elo s'ha estimat en 2695 punts, el desembre de 1959, moment en què tenia 35 anys, cosa que el situaria en 15è lloc mundial en aquella data. Segons chessmetrics, va ser el 14è millor jugador mundial l'octubre de 1959.

## Resultats destacats en competició
La seva primera participació en un torneig va ser el 1940, a la propera població de Cista. La seva primera participació en un torneig internacional va ser el 1943, a Praga (el Campió del món Aleksandr Alekhin va dominar el certamen, amb Paul Keres en segon lloc), i Pachman finalitzà novè en el torneig sub-19. Alekhin va fer-ne una notable referència en un article al Frankfurter Zeitung i des de la cinquena ronda en endavant el va convidar cada tarda a analitzar partides i variants d'obertura. "No cal dir com es va sentir un novell d'un club de poble en aquell moment", va escriure Pachman posteriorment.
Pachman es va convertir en un dels millors jugadors del món. Va guanyar 15 torneigs internacionals, però es considera que el seu major èxit fou compartir el segon lloc a l'Havana 1963 amb Mikhaïl Tal i Iefim Hèl·ler, darrere de Víktor Kortxnoi. Pachman va guanyar el Campionat txecoslovac set vegades entre 1946 i 1966, i va arribar a ser campió de l'Alemanya Occidental el 1978.
Va participar en sis Torneigs Interzonals entre Saltsjobaden 1948 i Manila 1986.
El 1952 participà en l'Interzonal de Saltsjöbaden, on hi fou 11è (el guanyador fou Aleksandr Kótov),
Representà també Txecoslovàquia a les Olimpíades d'escacs entre 1952 i 1966.
El moment més reeixit any de la seva carrera va ser l'any 1959, quan després de guanyar el campionat txecoslovac va fer un tour per Sud-amèrica guanyant el torneig de Mar del Plata, Santiago i Lima. En aquest tour derrotà dues vegades el jove GM Bobby Fischer, de 16 anys (Pachman tenia una puntuació contra Fischer de (+2 -2 =4). El 1968 va guanyar la primera edició del torneig d'escacs Acropolis, a Atenes. El 1975 aconseguí la victòria al Torneig de cap d'any de Reggio Emilia 1974-75, amb 6 punts de 9 possibles

### Activitat política
Pachman va ser políticament actiu durant tota la seva vida, primer com a comunista i després com un acèrrim anticomunista. El desembre de 1968, va guanyar un torneig a Atenes. A la tornada a Praga les autoritats el van arrestar, i el van torturar durant mesos. Va intentar suïcidar-se la tarda de Nadal de 1969, però va sobreviure, i el 1972, finalment se li va permetre emigrar a l'Alemanya Occidental. Ràpidament va arribar a ser conegut com un fort activista anticomunista. La seva eloqüència, el va fer un participant freqüent en reunions polítiques.

### Escriptor d'escacs
Pachman també va ser un prolífic escriptor d'escacs, publicant vuitanta llibres en 5 idiomes. En la dècada de 1950 es va convertir en expert mundial de teoria d'obertures amb la publicació de la seva obra de cinc volums: "Teoria dels escacs moderns". Pachman considerava la seva obra "Estratègia Moderna dels Escacs" publicada el 1979 com al seu millor llibre. El seu llibre "Escac i mat a Praga" reviu la seva brutal experiència en les mans del règim comunista.

## Llibres editats (en castellà)
- Ludek Pachman. Martinez Roca. Aperturas abiertas, 1972. ISBN 84-270-0089-8.
- Ludek Pachman. Martinez Roca. Aperturas semiabiertas, 1972. ISBN 84-270-0101-0.
- Ludek Pachman. Martinez Roca. Gambito de dama, 1972. ISBN 84-270-0102-9.
- Ludek Pachman. Martinez Roca. Táctica moderna en ajedrez. (Tomo 1), 1972. ISBN 84-270-0098-7.
- Ludek Pachman. Martinez Roca. Táctica moderna en ajedrez. (Tomo 2), 1972. ISBN 84-270-0099-5.
- Ludek Pachman. Martinez Roca. Ajedrez y comunismo, 1974. ISBN 84-270-0259-9.
- Ludek Pachman. Martinez Roca. Aperturas cerradas, 1977. ISBN 84-270-0199-1.
- Ludek Pachman. Martinez Roca. Partidas decisivas, 1978. ISBN 84-270-0112-6.
- Ludek Pachman. Martinez Roca. El match del siglo, 1979. ISBN 84-270-0200-9.
- Ludek Pachman. Martinez Roca. Estrategia moderna en ajedrez, 1979. ISBN 84-270-0039-1.
- Ludek Pachman. Martinez Roca. Práctica de las aperturas, 1981. ISBN 84-270-0679-9.
- Ludek Pachman. Martinez Roca. Práctica del medio juego en el ajedrez, 1981. ISBN 84-270-0696-9.
- Ludek Pachman. Martinez Roca. Práctica de los finales en el ajedrez, 1981. ISBN 84-270-0699-3.
- Ludek Pachman. Martinez Roca. Ajedrez y computadoras, 1982. ISBN 84-270-0724-8.
- Ludek Pachman. Martinez Roca. Teoria Moderna en Ajedrez : I. Aperturas abiertas, 1989. ISBN 84-270-1288-8.
- Ludek Pachman. Martinez Roca. Teoría moderna en ajedrez, 2 : aperturas semiabiertas, 1989. ISBN 84-270-1376-0.
- Ludek Pachman. Martinez Roca. Nueva teoría moderna en ajedrez. T.1 : defensa siciliana, 1990. ISBN 84-270-1425-2.
- Ludek Pachman. Martinez Roca. Teoría moderna en ajedrez : el gambito de dama, 1995. ISBN 84-270-2026-0.
- Ludek Pachman. Martinez Roca. Teoría moderna en ajedrez : el gambito de dama 2, 1996. ISBN 84-270-2124-0.